# Verona Football Club 1992-1993

## Stagione
Nella stagione 1992-1993 Il Verona allenato da Edoardo Reja disputa il campionato di Serie B, con 35 punti raccolti coglie il dodicesimo posto in graduatoria. Al termine del girone di andata con 20 punti è alle spalle delle prime, ma poi nel girone di ritorno perde terreno, restando intruppato a centroclassifica. Nella Coppa Italia nel primo turno elimina il Vicenza, nel secondo turno supera nel doppio confronto il Brescia, poi nel terzo turno esce dal torneo superato nel doppio confronto dal Napoli.

## Divise e sponsor

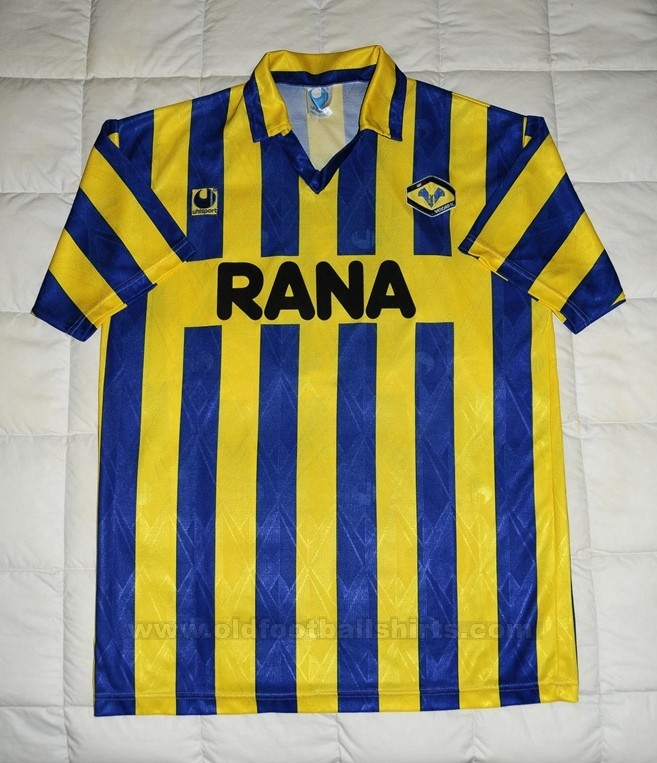
La maglia gialloblù utilizzata nell'annata 1992-1993. Introdotta come terza divisa nella stagione precedente, verrà mantenuta fino al 1994-1995.

Lo sponsor tecnico per la stagione 1992-1993 fu la tedesca Uhlsport, mentre rimase ancora il Pastificio Rana come sponsor ufficiale.
| Casa | Trasferta |

## Rosa
| N. |                   | Ruolo | Calciatore           |
| -- | ----------------- | ----- | -------------------- |
|    | Italia (bandiera) | P     | Attilio Gregori      |
|    | Italia (bandiera) | P     | Alessandro Zaninelli |
|    | Italia (bandiera) | D     | Walter Bianchi       |
|    | Italia (bandiera) | D     | Ernesto Calisti      |
|    | Italia (bandiera) | D     | Gianluca Lamacchi    |
|    | Italia (bandiera) | D     | Celeste Pin          |
|    | Italia (bandiera) | D     | Luca Pellegrini      |
|    | Italia (bandiera) | D     | Matteo Pivotto       |
|    | Italia (bandiera) | D     | Cleto Polonia        |
|    | Italia (bandiera) | D     | Ezio Rossi           |
|    | Italia (bandiera) | C     | Pietro Fanna         |

| N. |                   | Ruolo | Calciatore          |
| -- | ----------------- | ----- | ------------------- |
|    | Italia (bandiera) | C     | Massimo Ficcadenti  |
|    | Italia (bandiera) | C     | Andrea Icardi       |
|    | Italia (bandiera) | C     | Matteo Pagani       |
|    | Italia (bandiera) | C     | Paolo Piubelli      |
|    | Svezia (bandiera) | C     | Robert Prytz        |
|    | Italia (bandiera) | A     | Stefano Ghirardello |
|    | Italia (bandiera) | A     | Federico Giampaolo  |
|    | Italia (bandiera) | A     | Claudio Lunini      |
|    | Italia (bandiera) | A     | Davide Pellegrini   |
|    | Italia (bandiera) | A     | Lamberto Piovanelli |

## Risultati

### Serie B

#### Girone di andata
| Reggio Emilia 6 settembre 1992 1ª giornata | Reggiana           | 0 – 0 referto | Verona | Stadio Mirabello\| Arbitro: \| Stafoggia (Pesaro) \| |
| Arbitro:                                   | Stafoggia (Pesaro) |               |        |                                                      |

| Arbitro: | Fabricatore (Roma) |

|                                   |           |  |
| Prytz 65’ (rig.) F. Giampaolo 80’ | Marcatori |  |

| Taranto 20 settembre 1992 3ª giornata | Taranto             | 0 – 0 referto | Verona | Stadio Erasmo Iacovone\| Arbitro: \| Amendolia (Messina) \| |
| Arbitro:                              | Amendolia (Messina) |               |        |                                                             |

| Arbitro: | Conocchiari (Macerata) |

|                  |           |  |
| F. Giampaolo 64’ | Marcatori |  |

| Arbitro: | Collina (Viareggio) |

|                                 |           |                            |
| Montrone 12’ Galderisi 55’, 69’ | Marcatori | 62’ (rig.) Prytz 87’ Fanna |

| Arbitro: | Cesari (Genova) |

|                  |           |  |
| Prytz 70’ (rig.) | Marcatori |  |

| Arbitro: | Luci (Firenze) |

|                                         |           |  |
| Maspero 16’ Nicolini 32’ Florjancic 90’ | Marcatori |  |

| Arbitro: | Pellegrino (Barcellona Pozzo di Gotto) |

|                                                 |           |  |
| E. Rossi 38’ Prytz 54’ (rig.) D. Pellegrini 56’ | Marcatori |  |

| Arbitro: | Pezzella (Frattamaggiore) |

|           |           |  |
| Lerda 21’ | Marcatori |  |

| Arbitro: | Brignoccoli (Ancona) |

|                                               |           |                                                               |
| F. Giampaolo 14’ Piubelli 37’ Ghirardello 70’ | Marcatori | 39’ (aut.) Calisti 58’ Notaristefano 61’ (aut.) L. Pellegrini |

| Arbitro: | Rodomonti (Teramo) |

|           |           |              |
| Vieri 42’ | Marcatori | 38’ Lamacchi |

| Arbitro: | Fucci (Salerno) |

|  |           |                        |
|  | Marcatori | 46’ Statuto 90’ Fabris |

| Arbitro: | Cardona (Milano) |

|             |           |              |
| Paolino 62’ | Marcatori | 55’ E. Rossi |

| Arbitro: | Boggi (Salerno) |

|                  |           |  |
| Prytz 21’ (rig.) | Marcatori |  |

| Arbitro: | Fabricatore (Roma) |

|             |           |  |
| Alessio 76’ | Marcatori |  |

| Arbitro: | Bolognino (Milano) |

|                                  |           |             |
| Piovanelli 22’ D. Pellegrini 79’ | Marcatori | 14’ Turrini |

| Venezia 3 gennaio 1993 17ª giornata | Venezia         | 0 – 0 referto | Verona | Stadio Pierluigi Penzo\| Arbitro: \| Cesari (Genova) \| |
| Arbitro:                            | Cesari (Genova) |               |        |                                                         |

| Arbitro: | Felicani (Bologna) |

|                         |           |  |
| E. Rossi 34’ C. Pin 65’ | Marcatori |  |

| Arbitro: | Cardona (Milano) |

|                              |           |                       |
| Papiri 49’ Ciocci 67’ (rig.) | Marcatori | 86’ (rig.) Piovanelli |

#### Girone di ritorno
| Arbitro: | Baldas (Trieste) |

|                |           |  |
| Piovanelli 51’ | Marcatori |  |

| Monza 31 gennaio 1993 21ª giornata | Monza               | 0 – 0 referto | Verona | Stadio Brianteo\| Arbitro: \| Franceschini (Bari) \| |
| Arbitro:                           | Franceschini (Bari) |               |        |                                                      |

| Arbitro: | Merlino (Torre del Greco) |

|                  |           |  |
| F. Giampaolo 45’ | Marcatori |  |

| Arbitro: | Rosica (Roma) |

|                 |           |  |
| Paci 17’ (rig.) | Marcatori |  |

| Verona 28 febbraio 1993 24ª giornata | Verona          | 0 – 0 referto | Padova | Stadio Marcantonio Bentegodi\| Arbitro: \| Chiesa (Milano) \| |
| Arbitro:                             | Chiesa (Milano) |               |        |                                                               |

| Ascoli Piceno 7 marzo 1993 25ª giornata | Ascoli             | 0 – 0 referto | Verona | Stadio Cino e Lillo Del Duca\| Arbitro: \| Felicani (Bologna) \| |
| Arbitro:                                | Felicani (Bologna) |               |        |                                                                  |

| Arbitro: | Dinelli (Lucca) |

|                   |           |  |
| D. Pellegrini 80’ | Marcatori |  |

| Andria 21 marzo 1993 27ª giornata | Fidelis Andria              | 0 – 0 referto | Verona | Stadio Comunale\| Arbitro: \| Cinciripini (Ascoli Piceno) \| |
| Arbitro:                          | Cinciripini (Ascoli Piceno) |               |        |                                                              |

| Arbitro: | Quartuccio (Torre Annunziata) |

|                         |           |           |
| F. Giampaolo 45’ (rig.) | Marcatori | 56’ Lerda |

| Arbitro: | Arena (Ercolano) |

|                               |           |           |
| Notaristefano 24’ Rizzolo 83’ | Marcatori | 7’ Lunini |

| Arbitro: | Rosica (Roma) |

|  |           |                    |
|  | Marcatori | 6’ Vieri 81’ Bosco |

| Arbitro: | Rodomonti (Teramo) |

|                  |           |  |
| Marulla 19’, 54’ | Marcatori |  |

| Arbitro: | Cardona (Milano) |

|  |           |                       |
|  | Marcatori | 84’ (rig.) Pellegrini |

| Arbitro: | Brignoccoli (Ancona) |

|            |           |            |
| Bucaro 72’ | Marcatori | 37’ Lunini |

| Arbitro: | Cinciripini (Ascoli Piceno) |

|                  |           |           |
| Prytz 30’ (rig.) | Marcatori | 50’ Jarni |

| Arbitro: | Braschi (Prato) |

|              |           |  |
| De Vitis 76’ | Marcatori |  |

| Arbitro: | Bettin (Padova) |

|            |           |                |
| Lunini 78’ | Marcatori | 15’ Delvecchio |

| Arbitro: | Rosica (Roma) |

|             |           |                 |
| Canzian 22’ | Marcatori | 53’ Ghirardello |

| Arbitro: | Nicchi (Arezzo) |

|                 |           |                |
| Ghirardello 89’ | Marcatori | 19’, 59’ Nappi |

### Coppa Italia
| Arbitro: | Cardona (Milano) |

|  |           |                                                         |
|  | Marcatori | 53’ C. Pin 58’ Piovanelli 71’ E. Rossi 81’ F. Giampaolo |

#### Secondo turno
| Arbitro: | Cesari (Genova) |

|                   |           |                               |
| Rossi 9’ Hagi 88’ | Marcatori | 20’ Prytz 45’, 67’ Piovanelli |

| Arbitro: | Trentalange (Torino) |

|              |           |               |
| E. Rossi 42’ | Marcatori | 18’ Răducioiu |

#### Terzo turno
| Arbitro: | Rosica (Roma) |

|                        |           |            |
| Careca 53’ Fonseca 82’ | Marcatori | 57’ Lunini |

| Arbitro: | Felicani (Bologna) |

|  |           |                                                     |
|  | Marcatori | 12’ Francini 17’, 34’ Policano 31’ (rig.), 46’ Zola |

## I marcatori in campionato
- 6 Robert Prytz
- 5 Federico Giampaolo
- 4 Davide Pellegrini
- 3 Stefano Ghirardello
- 3 Claudio Lunini
- 3 Lamberto Piovanelli
- 3 Ezio Rossi
- 1 Pietro Fanna
- 1 Gianluca Lamacchi
- 1 Paolo Piubelli